# Маиевский, Николай Владимирович
Никола́й Влади́мирович Маие́вский (29 апреля [11 мая] 1823, с. Первино — 11 [23] февраля 1892, Санкт-Петербург) — российский механик и учёный-артиллерист. Генерал от артиллерии (1889), член-корреспондент Петербургской Академии наук (1878), заслуженный профессор (1858).
Член Санкт-Петербургского математического общества.
Известен как один из основоположников внешней баллистики.

## Биография
Родился 29 апреля (11 мая) 1823 года в селе Первино (ныне Торжокский район Тверской области).
В 1843 году окончил физико-математический факультет Московского университета со степенью кандидата, в 1846 году — офицерские классы Михайловского артиллерийского училища. Служил в гвардейской конной артиллерии.
С 1850 года — учёный секретарь, с 1858 года — действительный член Артиллерийского отделения Военно-учёного комитета.
С 1858 года возглавлял кафедру баллистики в Михайловской артиллерийской академии.
В 1864 году был произведён в генерал-майоры, в 1873 году — в генерал-лейтенанты, в 1889 году — в генералы от артиллерии; в 1870 году был зачислен в свиту Его Императорского Величества; в 1876 году был утверждён в звании заслуженного профессора. 

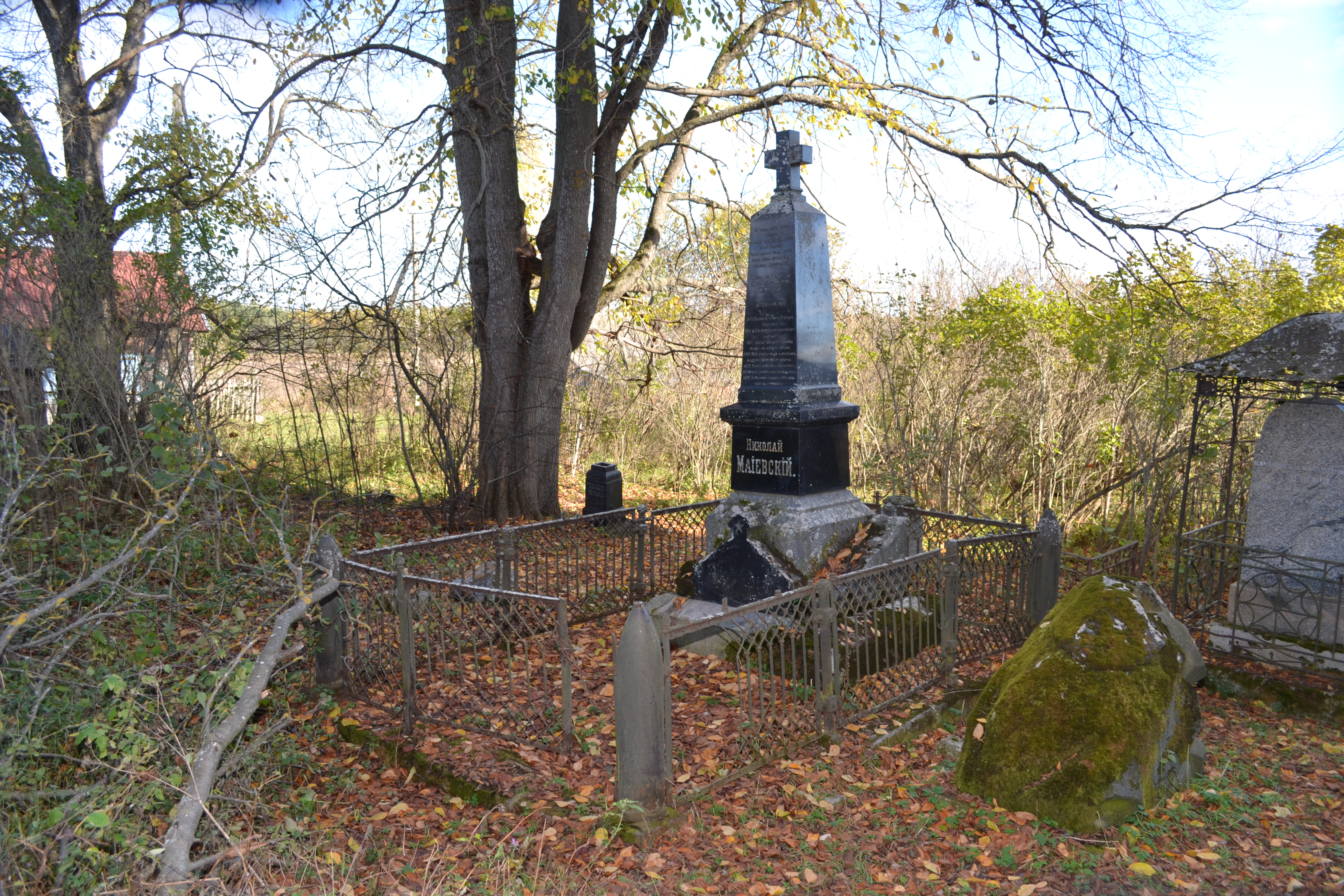
Могила Н. В. Майевского

Скончался 11 (23) февраля 1892 года в Петербурге, похоронен в родовом имении Первино (у Смоленской церкви села Пятница Плот Торжокского района Тверской области). На могиле установлен памятник в виде обелиска из чёрного гранита.
Жена: Елена Андреевна Маиевская (1837—13.08.1918)

## Научные труды
В своих трудах по внешней баллистике впервые создал теорию движения в воздухе продолговатых вращающихся снарядов, объяснил явление деривации, сформулировал (1882) «одночленный закон сопротивления воздуха» движению продолговатых снарядов (закон Маиевского).
Разработал методику составления таблиц стрельбы для нарезных орудий, впервые применил аппарат теории вероятностей к исследованию эффективности стрельбы артиллерии. Создал экспериментальное орудие для стрельбы дисковыми снарядами. Одним из первых начал успешные работы по созданию нарезных орудий. Принимал непосредственное участие в проектировании, производстве и испытаниях полевых и береговых орудий. Сыграл важную роль в перевооружении русской армии в 1860—1880-е годы.
За заслуги в развитии русской артиллерии и науки дважды был удостоен Михайловской премии — в 1859 и 1866 годах.

## Публикации
- О влиянии вращательного движения на полёт продолговатых снарядов в воздухе // Артиллерийский журнал. — 1865. — № 3.
- Об опытах, произведённых в ноябре 1867 г. на сталелитейном заводе Круппа, над определением давлений пороховых газов в канале орудий // Артиллерийский журнал. — 1869. — № 5.
- Курс внешней баллистики. — СПб.: Тип. Имп. Академии наук, 1870. — XXV + 679 с.
- Traité de balistique extérieure. — Paris: Gauthier-Villars, 1872. — 443 p.
- Изложение способа наименьших квадратов и применение его преимущественно к исследованию результатов стрельбы. — СПб., 1882.
- О решении задач прицельной и навесной стрельбы. — СПб., 1881.

## Образцы вооружения
- 60-фунтовая пушка Маиевского образца 1857 года
- 9-дюймовая крепостная мортира системы Маиевского
- 4-фунтовая казнозарядная нарезная пушка Маиевского обр. 1867 года (основное полевое орудие русской армии в период русско-турецкой войны 1877 — 1878 гг.)
- 11-дюймовая береговая пушка обр. 1867 г. (сконструирована Маиевским совместно с А. В. Гадолиным).